# Tony Earl

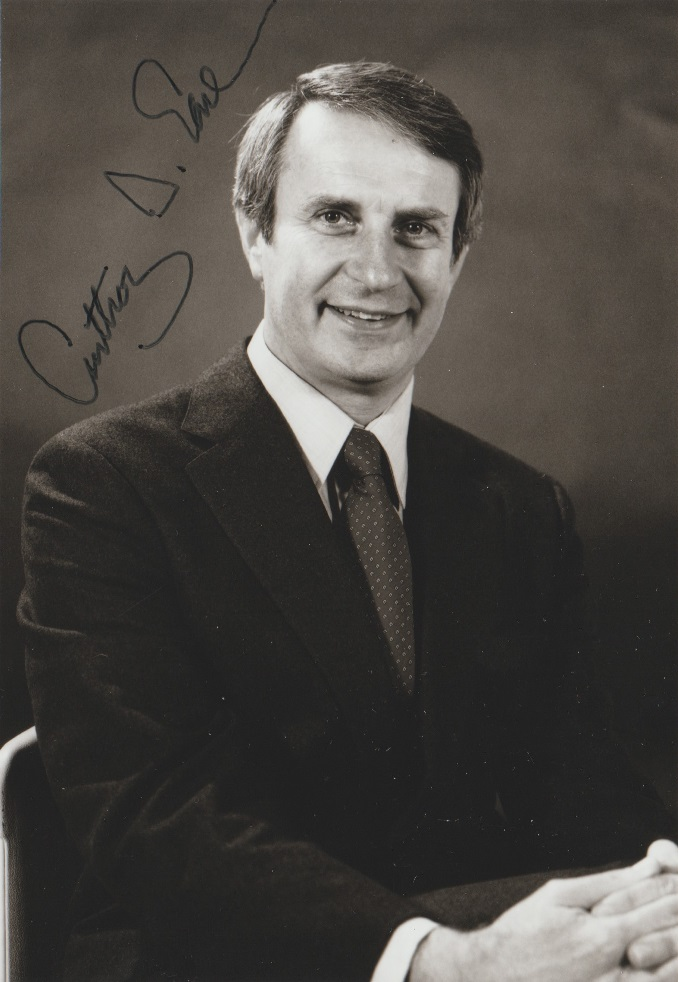
Tony Earl.

Anthony Scully "Tony" Earl, född 12 april 1936 i St. Ignace, Michigan, död 23 februari 2023 i Madison, Wisconsin, var en amerikansk demokratisk politiker. Han var guvernör i delstaten Wisconsin 1983–1987.
Earl avlade 1958 kandidatexamen vid Wisconsin State University och 1961 juristexamen vid University of Chicago. Han tjänstgjorde i USA:s flotta 1962–1965. Han blev 1969 invald i Wisconsin State Assembly, underhuset i delstatens lagstiftande församling. Han efterträdde Dave Obey som tillträdde som ledamot av USA:s representanthus. Han omvaldes två gånger och bestämde sig 1974 att kandidera till delstatens justitieminister (Wisconsin Attorney General). Han förlorade i demokraternas primärval mot Bronson La Follette.
Guvernör Lee S. Dreyfus bestämde sig 1982 för att inte kandidera till omval. Earl besegrade Martin J. Schreiber i demokraternas primärval och republikanen Terry Kohler i själva guvernörsvalet. Earl kandiderade 1986 till omval men förlorade mot republikanen Tommy Thompson.
Earl kandiderade 1988 till USA:s senat men besegrades av Herb Kohl i primärvalet.